# Astragalus faurei
Astragalus faurei är en ärtväxtart som beskrevs av René Charles Maire. Astragalus faurei ingår i släktet vedlar, och familjen ärtväxter. Inga underarter finns listade i Catalogue of Life.